# روزهای طلایی ما
روزهای طلایی ما (انگلیسی: Our Golden Days؛‏ کره‌ای: 화려한 날들) یک مجموعه تلویزیونی محصول کره جنوبی به کارگردانی کیم هیونگ سوک، به نویستدگی سو هیون کیونگ و با بازی جونگ ایل وو، جونگ این سون، چون هو جین و لی ته ران است. داستان این مجموعه دربارهٔ درامی گرم و احساسی است که در آن نسل‌های قدیم و جدید با درک متقابل و سهیم شدن در دردهای یکدیگر، به معنای واقعی خانواده پی می‌برند. این مجموعه از ۹ اوت ۲۰۲۵، روزهای شنبه و یکشنبه ساعت ۲۰:۰۰ (کی‌اس‌تی) از از شبکهٔ کی‌بی‌اس۲ پخش خواهد شد.

## بازیگران
منبع:

### اصلی
- جونگ ایل وو در نقش لی جی هیوک
- جونگ این سون در نقش جی اون اوه
- یون هیون مین در نقش پارک سونگ جه[۴]

### مکمل
منبع:
خانواده لی جی هیوک
- چون هو جین در نقش لی سانگ چول
- بان هیو جونگ در نقش جو اوک ره
- کیم هی جونگ در نقش کیم دا جونگ
- یون جو-سانگ در نقش کیم جانگ سو
- شین سو هیون در نقش لی سو بین
- سون سانگ یون در نقش لی جی وان

خانواده جی اون اوه
- کیم جونگ یونگ در نقش جونگ سون هی
- یانگ هیوک در نقش جی کانگ اوه

خانواده سونگ جه
- لی ته ران در نقش کو سونگ هی
- پارک سونگ گون در نقش پارک جین سوک
- پارک جونگ یون در نقش پارک یونگ را

### دیگران
- گو وون هی در نقش جونگ بو آه
- دوک‌گو یونگ‌جه در نقش جونگ کیونگ هوان
- کیم چونگ در نقش یانگ مال سوک

## تولید
در آوریل ۲۰۲۵، یون هیون مین به عنوان یکی از بازیگران اصلی به تیم بازیگری مجموعه اضافه شد. در ۲۵ ژوئن ۲۰۲۵، تصاویری از جلسهٔ فیلم‌نامه خوانی منتشر شد.
در ۲۷ ژوئن ۲۰۲۵، شبکهٔ کی‌بی‌اس به‌طور رسمی بازیگران اصلی مجموعه را معرفی کرد.
کارگردان کیم هیونگ سوک، نویسنده سو هیون کیونگ و بازیگر باسابقه چون هو جین پس از هشت سال، بار دیگر با یکدیگر همکاری می‌کنند؛ همکاری پیشین آن‌ها در سال ۲۰۱۷ شبکهٔ کی‌بی‌اس۲ با عنوان زندگی طلایی من بود.

## انتشار
در ۱ ژوئیه ۲۰۲۵، با انتشار پوستر تیزر، تاریخ پخش این مجموعه مشخص شد. روزهای طلایی ما قرار است از ۹ اوت ۲۰۲۵ از طریق شبکهٔ کی‌بی‌اس۲ پخش شود.